# Élections législatives de 1871 dans les Côtes-du-Nord
Les élections législatives françaises de 1871 se déroulent les 8 février et 2 juillet 1871. Dans le département des Côtes-du-Nord, treize députés sont à élire dans le cadre d'un scrutin de liste majoritaire.
Des élections complémentaires se tiennent le 2 juillet 1871.
Elles sont organisées pour pourvoir les postes vacants du fait des candidatures multiples, des démissions ou des décès qui se sont produits entretemps.

## Contexte
Elles ont élu l'Assemblée nationale, chambre unique du parlement français en application de la convention d'armistice signée entre la France et l'Empire allemand le 28 janvier.

## Mode de scrutin
Ces élections se sont déroulées au scrutin de liste majoritaire départemental à un tour, en reprenant l'essentiel des dispositions de la loi électorale du 15 mars 1849 : la liste arrivée en tête remporte l'intégralité des sièges à pourvoir dans le département. Les candidatures multiples sont autorisées : un même candidat peut se présenter dans plusieurs départements différents.

## Résultats

### Premier tour le 8 février
En raison des candidatures multiples (*), ce siège sera renouvelé le 2 juillet. 
| Candidats                                            | Candidats                        | Parti        | Groupe              | Premier tour | Premier tour |     |  |
| Candidats                                            | Candidats                        | Parti        | Groupe              | Voix         | %/Votants    | Élu |  |
| ---------------------------------------------------- | -------------------------------- | ------------ | ------------------- | ------------ | ------------ | --- |  |
|                                                      | Louis Jules Trochu               | Orléaniste   | Centre droit        | 84 204       | 78,84        | *   |  |
|                                                      | Henri Chrestien de Treveneuc     | Orléaniste   | Centre droit        | 80 320       | 75,20        | Oui |  |
|                                                      | Émile Depasse                    | Orléaniste   | Centre droit        | 79 313       | 74,26        | Oui |  |
|                                                      | Hervé de Saisy de Kerampuil      | Légitimiste  | Union des droites   | 79 301       | 74,25        | Oui |  |
|                                                      | Henri Nompère de Chamapagny      | Légitimiste  | Union des droites   | 78 881       | 73,85        | Oui |  |
|                                                      | Ernest Carré-Kérisouët *         | Tiers parti  | Centre gauche       | 73 248       | 68,58        | Oui |  |
|                                                      | Henri Flaud                      | Orléaniste   | Centre droit        | 71 585       | 67,02        | Oui |  |
|                                                      | Jean-Marie Allenou               | Orléaniste   | Centre droit        | 69 121       | 64,72        | Oui |  |
|                                                      | Hippolyte de Lorgeril            | Légitimiste  | Union des droites   | 68 304       | 63,95        | Oui |  |
|                                                      | Charles Rioust de Largentaye     | Légitimiste  | Union des droites   | 63 845       | 59,78        | Oui |  |
|                                                      | Hyacinthe de Bois-Boissel        | Légitimiste  | Union des droites   | 63 016       | 59,00        | Oui |  |
|                                                      | Ludovic de Foucaud               | Légitimiste  | Union des droites   | 58 355       | 54,64        | Oui |  |
|                                                      | Charles Huon de Penanster        | Orléaniste   | Centre droit        | 55 729       | 52,18        | Oui |  |
|                                                      |                                  |              |                     |              |              |     |  |
|                                                      | Mr Cadiou                        | Rép. modéré  |                     | 29 638       | 27,75        | -   |  |
|                                                      | Hyacinthe Joubaire               | Rép. modéré  |                     | 29 519       | 27,64        |     |  |
|                                                      | Jean Even                        | Rép. modéré  | Centre gauche       | 27 254       | 25,52        |     |  |
|                                                      | Alain de Ferron                  | Rép. modéré  |                     | 22 448       | 21,02        |     |  |
|                                                      | Mr Hermannn                      | Rép. modéré  |                     | 20 172       | 18,89        |     |  |
|                                                      | Jean-François Huon               | Rép. modéré  | Gauche républicaine | 19 650       | 18,40        |     |  |
|                                                      | Alexandre Glais-Bizoin           | Rép. radical | Union républicaine  | 11 188       | 10,48        |     |  |
|                                                      | Alfred Besnier                   | Rép. modéré  |                     | 10 848       | 10,16        |     |  |
|                                                      | Yves/Jean-Marie Le Huérou        | Rép. modéré  |                     | 10 206       | 9,56         |     |  |
|                                                      | André Découvrant                 | Rép. modéré  |                     | 9 299        | 8,71         |     |  |
|                                                      | Mr Gaultier                      | Rép. modéré  |                     | 9 112        | 8,53         |     |  |
|                                                      | Victor Charner                   | Rép. modéré  |                     | 9 032        | 8.46         |     |  |
|                                                      | Théophile Josset                 | Rép. modéré  |                     | 7 281        | 6,82         |     |  |
|                                                      |                                  |              |                     |              |              |     |  |
|                                                      | Charles de Janzé                 | Tiers parti  | Centre gauche       | 17 142       | 16,05        |     |  |
|                                                      |                                  |              |                     |              |              |     |  |
|                                                      | Pierre-Marie Garnier de Kerigant | Légitimiste  |                     | 16 107       | 15,08        |     |  |
|                                                      |                                  |              |                     |              |              |     |  |
|                                                      | Paul de Dieuleveult              | Légitimiste  |                     | 10 008       | 9,37         |     |  |
|                                                      |                                  |              |                     |              |              |     |  |
| Inscrits                                             | Inscrits                         | Inscrits     |                     | 163 398      |              |     |  |
| Votants                                              | Votants                          | Votants      |                     | 106 809      | 65,37        |     |  |
| Exprimés                                             | Exprimés                         | Exprimés     |                     | ?            |              |     |  |
| Sources : Archives départementales des Côtes-d'Armor |                                  |              |                     |              |              |     |  |

### Élections complémentaires du 2 juillet
Louis Jules Trochu (Orléaniste), élu dans plusieurs départements, choisit le Morbihan comme terre d'élection. Un siège est donc à compléter dans les Côtes-du-Nord.
| Candidats                                            | Candidats        | Parti       | Groupe        | Premier tour | Premier tour |     |  |
| Candidats                                            | Candidats        | Parti       | Groupe        | Voix         | %/Votants    | Élu |  |
| ---------------------------------------------------- | ---------------- | ----------- | ------------- | ------------ | ------------ | --- |  |
|                                                      | Charles de Janzé | Tiers parti | Centre gauche | 65 405       | 94,87        | Oui |  |
|                                                      |                  |             |               |              |              |     |  |
| Inscrits                                             | Inscrits         | Inscrits    |               | 166 478      | 100          |     |  |
| Votants                                              | Votants          | Votants     |               | 68 944       | 41,41        |     |  |
| Exprimés                                             | Exprimés         | Exprimés    |               | ?            |              |     |  |
| Sources : Archives départementales des Côtes-d'Armor |                  |             |               |              |              |     |  |